# Puchar Rumunii w piłce siatkowej mężczyzn (2020/2021)
Puchar Rumunii w piłce siatkowej mężczyzn 2020/2021 (rum. Cupa României la volei masculin 2020/2021) – rozgrywki o siatkarski Puchar Rumunii zorganizowane przez Rumuński Związek Piłki Siatkowej (rum. Federației Române de Volei, FRVolei), trwające od 28 do 31 stycznia 2021 roku.
Do rozgrywek zgłosiło się 12 drużyn. Składały się one z I rundy, ćwierćfinałów, półfinałów oraz finału. We wszystkich fazach rywalizacja toczyła się systemem pucharowym, a o awansie decydowało jedno spotkanie.
Wszystkie mecze odbyły się w sportowej hali "Horia Demian" w Klużu-Napoce.
Puchar Rumunii w sezonie 2020/2021 zdobyło Dinamo Bukareszt, w finale pokonując SCMU Craiova.

## System rozgrywek
Rozgrywki o Puchar Rumunii w sezonie 2020/2021 składają się z I rundy, ćwierćfinałów, półfinałów i finału. Nie jest grany mecz o 3. miejsce. Turniej odbywa się w systemie pucharowym. O awansie decyduje jedno spotkanie.
Cztery najwyżej sklasyfikowane drużyny w najwyższej klasie rozgrywkowej (Divizia A1) w sezonie 2019/2020 rywalizację rozpoczynają od ćwierćfinałów.
Przed I rundą odbywa się losowania, na podstawie którego powstają pary meczowe dla I rundy i ćwierćfinałów. W ćwierćfinałach pary meczowe tworzą zwycięzcy I rundy z drużynami rozstawionymi bezpośrednio w tej fazie rozgrywek.
Pary półfinałowe powstają w drodze losowania. Zwycięzcy półfinałów rozgrywają mecz finałowy o Puchar Rumunii.

## Drużyny uczestniczące
| Divizia A1 11 drużyn        | Divizia A1 11 drużyn |
| --------------------------- | -------------------- |
| CSM Arcada Galați           | półfinał             |
| CS UV Timișoara             | I runda              |
| CSS CNE LAPI Dej–SCM Zalău  | ćwierćfinał          |
| CSU Brașov                  | ćwierćfinał          |
| CSU Știința București       | ćwierćfinał          |
| Dinamo Bukareszt            | zwycięstwo           |
| SCMU Craiova                | finał                |
| Steaua Bukareszt            | ćwierćfinał          |
| Știința Explorări Baia Mare | I runda              |
| Unirea Dej                  | półfinał             |
| Universitatea Cluj          | I runda              |
| Divizia A2 1 drużyna        |                      |
| CS ProVolei Arad            | I runda              |

## Rozgrywki

### I runda
| 28.01.2021 11:00 (UTC+2) | Știința Explorări Baia Mare | 0:3 (21:25, 19:25, 28:30) | Steaua Bukareszt | Sala Sporturilor "Horia Demian", Kluż-Napoka Sędziowie: Tudor Pop i Alin Mateizer |

| 28.01.2021 14:00 (UTC+2) | Universitatea Cluj | 0:3 (19:25, 22:25, 23:25) | CSS CNE LAPI Dej–SCM Zalău | Sala Sporturilor "Horia Demian", Kluż-Napoka Sędziowie: Bogdan Stoica i Andrei Savu |

| 28.01.2021 17:00 (UTC+2) | CS ProVolei Arad | 0:3 (19:25, 26:28, 26:28) | CSU Brașov | Sala Sporturilor "Horia Demian", Kluż-Napoka Sędziowie: Marius Șanta i Cristian Șanta |

| 28.01.2021 20:00 (UTC+2) | CS UV Timișoara | 1:3 (25:16, 14:25, 21:25, 13:25) | CSU Știința București | Sala Sporturilor "Horia Demian", Kluż-Napoka Sędziowie: Nicolae Cristea i Mircea Rus |

### Ćwierćfinały
| 29.01.2021 11:00 (UTC+2) | CSM Arcada Galați | 3:0 (25:17, 25:22, 25:12) | Steaua Bukareszt | Sala Sporturilor "Horia Demian", Kluż-Napoka Sędziowie: Alin Mateizer i Andrei Savu |

| 29.01.2021 14:00 (UTC+2) | CSS CNE LAPI Dej–SCM Zalău | 0:3 (27:29, 23:25, 22:25) | SCMU Craiova | Sala Sporturilor "Horia Demian", Kluż-Napoka Sędziowie: Bogdan Stoica i Tudor Pop |

| 29.01.2021 17:00 (UTC+2) | Unirea Dej | 3:1 (25:15, 20:25, 25:21, 25:17) | CSU Brașov | Sala Sporturilor "Horia Demian", Kluż-Napoka Sędziowie: Mircea Rus i Marius Șanta |

| 29.01.2021 20:00 (UTC+2) | CSU Știința București | 0:3 (16:25, 20:25, 19:25) | Dinamo Bukareszt | Sala Sporturilor "Horia Demian", Kluż-Napoka Sędziowie: Cristian Șanta i Nicolae Cristea |

### Półfinały
| 30.01.2021 11:00 (UTC+2) | CSM Arcada Galați | 0:3 (19:25, 19:25, 20:25) | Dinamo Bukareszt | Sala Sporturilor "Horia Demian", Kluż-Napoka Sędziowie: Tudor Pop i Alin Mateizer |

| 30.01.2021 17:00 (UTC+2) | SCMU Craiova | 3:0 (25:21, 25:23, 25:16) | Unirea Dej | Sala Sporturilor "Horia Demian", Kluż-Napoka Sędziowie: Andrei Savu i Bogdan Stoica |

### Finał
| 31.01.2021 14:00 (UTC+2) | Dinamo Bukareszt | 3:1 (18:25, 25:23, 28:26, 25:23) | SCMU Craiova | Sala Sporturilor "Horia Demian", Kluż-Napoka Sędziowie: Bogdan Stoica i Alin Mateizer |